# Sterling Knight
Sterling Sandmann Knight (* 5. März 1989 in Houston, Texas) ist ein US-amerikanischer Schauspieler und Sänger.

## Leben
Sterling Knight wuchs in Houston, Texas, mit einem jüngeren Bruder und einer jüngeren Schwester auf. Sein Vater, der auch gleichzeitig sein Manager ist, stammt aus Mexiko. Momentan lebt er in Los Angeles, Kalifornien.
Sterling Knight begann seine Karriere im Alter von 10 Jahren mit Rollen in mehreren Houston Theater-Produktionen, unter anderem  On Golden Pond, Lost in Yonkers, Bye Bye Birdie und Mad Adventures of Mr. Toad. Bekanntheit erreichte er durch die Rolle des Chad Dylan Cooper in der Fernsehserie Sonny Munroe. Vorher absolvierte er allerdings schon Gastauftritte in den Serien Hannah Montana, The Closer und Grey’s Anatomy. 2007 spielte er in dem Film 17 Again – Back to High School den Alex O’Donnel, welche eine der fünf Hauptrollen war. 2010 war er an der Seite von Danielle Campbell in StarStruck – Der Star, der mich liebte in einer Hauptrolle zu sehen. Im selben Jahr folgte der Film Elle: Sing für Deinen Traum. Nach dem Ende der Serie Sonny Munroe war er in deren Spin-off So Random zu sehen. 2013 übernahm er die Rolle des Zander in der ABC-Family-Sitcom Melissa & Joey.

## Filmografie
- 2005: Calm
- 2006: Career Day
- 2006: Hi-Jinks (Fernsehserie, Episode 1x08)
- 2007: Hannah Montana (Fernsehserie, Episode 2x07)
- 2007: The Closer (Fernsehserie, Episode 3x14–3x15)
- 2008: Grey’s Anatomy (Fernsehserie, Episode 4x16)
- 2008: Out of Jimmy’s Head
- 2009: Balls Out: Gary the Tennis Coach
- 2009: 17 Again – Back to High School (17 Again)
- 2009: Privileged
- 2009–2011: Sonny Munroe (Sonny with a Chance, Fernsehserie, 43 Episoden)
- 2010: StarStruck – Der Star, der mich liebte (StarStruck)
- 2010: Elle: Sing für Deinen Traum (Elle: A Modern Cinderella Tale)
- 2011–2012: So Random! (Fernsehserie, 26 Episoden)
- 2012: Transit
- 2013–2015: Melissa & Joey (Fernsehserie)
- 2015: Landmine Goes Click

## Diskografie
- 2008: „La La Land“ by Demi Lovato
- 2010: „Something about the Sunshine“ by Anna Margaret
- 2010: „Starstruck“ by Christopher Wilde aka Sterling Knight
- 2010: „Hero“ by Christopher Wilde aka Sterling Knight

## Auszeichnungen
- 2010: Teen Choice Awards: Niedlichstes Filmpaar: Demi Lovato und Sterling Knight in Sonny Munroe
- 2009: Teen Choice Awards: Beliebtester Newcomer: Sterling Knight in Sonny Munroe
- 2009: Teen Choice Awards: Beliebtester Nebendarsteller: Sterling Knight in 17 Again – Back to High School